# درمان با فلوراید
درمان با فلوراید یا فلوراید تراپی یا فلوئورتراپی (به انگلیسی: Fluoride therapy) عبارت است از رساندن موضعی یا سیستمیک فلوراید به دندان‌ها برای محافظت از آن‌ها در برابر پوسیدگی. فلوراید تراپی باعث پیشگیری از پوسیده شدن دندان‌ها می‌شود، چرا که فلوراید تراپی گنجاندن فلوئورآپاتیت معدنی در مینای دندان آسیب‌دیده است. فلورآپاتیت یکی از ساختارهای طبیعی دندان انسان نیست، اما در دندان‌های کوسه یافت می‌شود. ماده معدنی اصلی در مینای دندان هیدروکسی‌آپاتیت است که در صورت وجود فلوراید در مجاور آن، فلورآپاتیت تولید می‌شود. مواد معدنی دندان چه در حضور فلوراید یا فقدان آن به‌طور متناوب در حال کاهش و افزایش است. شدت این عمل به میزان اسیدی یا بازی بودن دهان و غلظت عناصر مختلف در دهان بستگی دارد. در صورت وجود فلوراید، بازگشت مواد معدنی به دندان افزایش می‌یابد و همچنین دندان‌ها در برابر اثر تخریبی لاکتیک‌اسید که توسط باکتری‌ها ایجاد می‌شود مقاوم می‌شوند. یکی از دلایل مسواک زدن رساندن فلوراید به دندان است.
در فلوراید تراپی موضعی، فلوراید مستقیماً در مجاور سطوح دندان قرار داده می‌شود. متداول‌ترین شکل آن استفاده از خمیردندان‌های حاوی فلوراید است. روش‌های دیگر فلوراید تراپی موضعی شامل دهان شویه، قرص، ژل، فوم و وارنیش می‌باشد.
در فلوراید تراپی سیستمیک، فلوراید به آب، نمک یا شیر افزوده می‌شود یا ممکن است از قرص حاوی فلوراید استفاده شود. در مناطقی که دارای آب فلوریده هستند سایر روش‌های فلوراید تراپی سیستمیک توصیه نمی‌شود.

## مزیت
فلوریداسیون توسط دندان‌پزشکان و متخصصان پزشکی دنیا به عنوان عاملی مؤثر در پیشگیری از پوسیدگی‌های دندانی شناخته شده‌است. مرکز کنترل و پیشگیری بیماری ایالات متحده فلوریداسیون آب آشامیدنی را به عنوان یکی از ۱۰ دستاورد برتر در زمینه سلامت عمومی معرفی کرده‌است. از این موضوع می‌توان چنین برداشت کرد که فلوراید تراپی به‌طور گسترده مورد استفاده قرار گرفته‌است. تعدادی از روش‌های فلوراید تراپی شناخته شده‌اند، از استفاده از خمیردندان‌های حاوی فلوراید در خانه گرفته تا استفاده از فلوراید موضعی در مطب‌های دندان‌پزشکی. عموماً از فلوریداسیون آب آشامیدنی یا سایر مواد خوراکی مثل نمک حمایت می‌شود. درمان خانگی می‌تواند شامل استفاده از داروی بدون نسخه (OTC) یا با نسخه شود. هر دو نوع آن شامل موارد زیر است: دهان‌شویه، ژل یا فوم، وارنیش فلوراید، مکمل‌های غذایی حاوی فلوراید و آب فلوریده.

## مکانیسم
فلوراید پوسیدگی مینای دندان را با تولید فلورآپاتیت و گنجاندن آن در مینا کاهش می‌دهد. یون‌های فلوراید در مراحل آغازین پوسیدگی، شدت دمینرالیزاسون مینا را کاهش و رمینالیزاسیون آن را افزایش می‌دهند. هنگامی که فلوراید در دهان است چرخه رمینرالیزاسیون برای جلوگیری از پوسیدگی به شدت فعال می‌شود اما بعد از بلعیدن آن تأثیر کمتری دارد.
سه واکنش اصلی برای رمینرالیزالسیون درهنگام حضور یون فلوراید وجود دارد.

۱. تبادل ایزویونیک −F با −OH در آپاتیت:

۲. تشکیل کریستال‌های فلورآپاتیت از یک محلول فوق اشباع:

۳. تجزیه آپاتیت و تشکیل CaF2:
تبادل ایزویونیک −F با −OH در آپاتیت و تشکیل کریستال‌های فلورآپاتیت از یک محلول فوق اشباع در هنگام حضور مقادیر کم فلوراید و در طی یک فرایند زمانی طولانی قادر به انجام است. واکنش تجزیه آپاتیت و تشکیل CaF2 در هنگام حضور مقادیر بالای فلوراید انجام می‌شود و با افزایش مقدار CaF2 همراه است.
اثر فلوراید بر فلور میکروبی دهان بسیار کم است و نقش بسزایی را ایفا نمی‌کند. برخی مطالعات آزمایشگاهی بر روی سلول‌های باکتریایی نشان داده است که فلوراید در نقش یک ماده آنتی‌میکروبی عمل می‌کند و تأثیراتی را بر روی سلول‌های باکتریای دارد. اثر ضدمیکروبی فلوراید به حداقل غلظت 10 ppm F نیاز دارد در حالی که با مصرف محصولات حاوی فلوراید تنها مقدار مختصری از اثر ضدمیکروبی فلوراید در دهان فعال می‌شود. در یک مطالعه آزمایشگاهی دربارهٔ اثر فلوراید بر روی فلور میکروبی دهان دیده شده که فلوراید صرفاً به عنوان یک ماده ضدمیکروبی عمل نمی‌کند بلکه با کاهش فرایند دمینرالیزاسیون باعث کاهش تعداد باکتری‌ها می‌شود. به‌طور کلی برای تأیید این مطالب نیاز به پژوهش‌های بیشتری است.
فلوراید می‌تواند توسط ترکیبات شیمیایی گوناگونی دریافت شود (سدیم‌فوراید، قلع‌فلوراید، آمین‌فلوراید، مونوفلوروفسفات و…). تفاوت‌های عملکردی کمی بین این مواد مشاهده شده به همین دلیل اگر در افراد تاثیرات متفاوتی دارند به دلیل عادات فردی همچون مسواک زدن است. معمولا مواد شیمیایی حاوی فلوراید با دیگر عناصر ترکیب می‌شوند.
به این دلیل که تمامی روش‌های فلوریداسیون غلظت پایینی از یون‌های فلوراید را در بزاق تولید می‌کنند بنابراین از فلوراید به صورت موضعی بر روی پلاک دندانی استفاده می‌شود. فلوراید باعث پیشگیری پوسیدگی دندانی نمی‌شود اما سرعت پیشرفت آن را کنترل می‌کند به همین دلیل برای داشتن یک عملکرد مؤثر از فلوراید، باید در طول روز به‌طور مکرر از آن استفاده شود.

## خطرات سلامتی

### مصرف بیش از حد
مصرف بیش از حد (اوردوز) فلوراید منجر به مسمومیت فلوراید و مرگ می‌شود. برای اکثر بالغین دوز مرگ‌آور ۵ تا ۱۰ گرم تخمین زده می‌شود. خوردن فلوراید در دوزهای ۱۵ تا ۲۰ برابر کمتر از دوز مرگ‌آور نیز می‌تواند ناراحتی‌های دستگاه گوارش ایجاد کند. استفاده زیاد از فلوراید موضعی می‌تواند منجر به فلوروزیس دندانی شود و مصرف زیاد فلوراید سیستمیک می‌تواند منجر به فلوروزیس استخوانی شود. نوجوانان بیشتر در معرض اووردوز فلوراید قرار دارند، اخیراً انجمن دندانپزشکی آمریکا توصیه‌هایی را برای چگونگی مصرف فلوراید منتشر کرده‌است.
در سال ۱۹۷۴ یک کودک سه ساله ۴۵ میلی لیتر محلول فلوراید ۲ درصد (تقریباً سه برابر حد مرگ آور) را خورد و سپس مُرد.

### فلوروزیس
اغلب فلوروزیس‌ها (به انگلیسی: Fluorosis) خفیف هستند اما با بیشتر در معرض قرار گرفتن فلوراید می‌توانند شدید شوند. اخیراً گزارشی توسط شورای ملی پژوهش ایالات متحده آمریکا ارائه شده که فلوروزیس دندانی شدید می‌تواند منجر به افزایش پوسیدگی شود و همچنین باعث کندی حافظه و ضعف هوش می شود.